# Kerkom (Boutersem)
Kerkom – dzielnica (deelgemeente) gminy Boutersem w Belgii, w Regionie Flamandzkim, w prowincji Brabancja Flamandzka, w okręgu Leuven. 1 stycznia 2020 roku liczyła 1233 mieszkańców. Do 31 grudnia 1969 samodzielna gmina.  

## Demografia
Liczba mieszkańców, stan na 1 stycznia:
| Rok                | 1930 | 1961 | 2020 |
| ------------------ | ---- | ---- | ---- |
| Liczba mieszkańców | 1097 | 987  | 1233 |